# 7221 Sallaba
7221 Sallaba è un asteroide della fascia principale. Scoperto nel 1981, presenta un'orbita caratterizzata da un semiasse maggiore pari a 2,4099736 UA e da un'eccentricità di 0,2185218, inclinata di 1,26976° rispetto all'eclittica.
L'asteroide è dedicato al costruttore ceco Jan Sallaba.